# Briana Evigan
Briana Evigan, född 23 oktober 1986 i Los Angeles i Kalifornien, är en amerikansk skådespelerska och dansare, mest känd för sin huvudroll i filmen Step Up 2: The Streets.

## Filmografi
| År         | Titel                           | Roll                            | Övrigt |
| ---------- | ------------------------------- | ------------------------------- | --- |
| Television |                                 |                                 | |
| 2008       | Fear Itself: New Year's Day     | Helen                           | 6 avsnitt av NBC skräck antologin                                                                             |
| Film       |                                 |                                 | |
| 2004       | Something Sweet                 | Wannabe Actress #1/Feature Pool | |
| 2006       | Bottoms Up                      | High School tjej                | |
| 2008       | Step Up 2: The Streets          | Andie West                      | Vann 2008 Best Kiss vid 2008 MTV Movie Awards (med Robert Hoffman III)                                        |
| 2009       | S. Darko                        | Corey Richardson                | Medverkar tillsammans med Daveigh Chase                                                                       |
| 2009       | Subject: I Love You             | Butterfly                       | Medverkar tillsammans med Dean Cain                                                                           |
| 2009       | Step Up 3: Step Up to the Pace' | Andie West                      | Ej säkert |
| 2009       | Burning Bright                  | Kelly                           | |
| 2009       | Sorority Row                    | Cassidy                         | Medverkar tillsammans med Rumer Willis och Audrina Patridge.                                                  |
| 2015       | Once Upon a Holiday             | Katie                           | |
| Musikvideo |                                 |                                 | |
| 2003       | "Numb"                          |                                 | Musikvideo av Linkin Park                                                                                     |
| 2007/2008  | "Low"                           |                                 | Musikvideo av Flo Rida featuring T-Pain                                                                       |
| 2008       | "Push"                          |                                 | Musikvideo av Enrique Iglesias                                                                                |
| 2008       | "Church"                        |                                 | Musikvideo av T-Pain                                                                                          |
| 2008       | "I Don't Think When I Dance"    |                                 | Musikvideo producerad & regisserad av Sammy Smith; koreografi av Briana Evigan; text av Jason & Briana Evigan |
| 2014       | step up :all in                 | Andie West                      | |